# Benvolguts camarades
Benvolguts camarades (rus: Дорогие товарищи!; transcrit com a Doroguie tovarisxi!) és una pel·lícula de drama històric rus del 2020 sobre la massacre de Novotxerkassk produïda, coescrita i dirigida per Andrei Mikhalkov-Kontxalovski. Es va presentar a competició al 77è Festival Internacional de Cinema de Venècia. A Venècia, la pel·lícula va guanyar el Premi Especial del Jurat. La pel·lícula va rebre una nominació al premi BAFTA a la millor pel·lícula en llengua no anglesa i va ser seleccionada com a candidata russa per a la millor pel·lícula internacional a la 93a edició dels premis Oscar i va aconseguir ser a la llista de les quinze pel·lícules finalistes. Ha estat doblada i subtitulada al català.

## Repartiment
- Iúlia Vissótskaia com a Liudmila «Liuda» Siómina
- Serguei Erlix com al pare de Liuda
- Iúlia Burova com a Svetka, filla de Liuda
- Vladislav Komarov com a Oleg Loguinov
- Andrei Gussev com a Viktor

## Recepció
L'agregador de ressenyes Rotten Tomatoes va atorgar a la pel·lícula un índex d'aprovació del 95% basat en 56 ressenyes, amb una qualificació mitjana de 8,1/10. El consens dels crítics del lloc web diu: «Benvolguts camarades fa una mirada aguda i autoritària a un capítol obscur de la història soviètica que es torna encara més efectiu gràcies a la fúria freda del seu director». Segons Metacritic, que pren una mostra de 19 crítics i va calcular una puntuació mitjana ponderada de 82 sobre 100, la pel·lícula va rebre una «aclamació universal».